# Nordic University Network Operations Centre
Nordic University Network Operations Centre, förkortat  NUNOC, är en drift- och övervakningscentral som finns i Stockholm och Köpenhamn, avsedd för datornätverk vid universitet och högskolor.
NUNOC driver centrala delar av nätverken SUNET och NORDUnet. NUNOC har till uppgift att utveckla och underhålla dessa nätverk. I förlängningen även Internet. NUNOC ägs av NORDUnet a/s. 